# ویلیام ویالی
ویلیام ویالی (انگلیسی: William Viali؛ زادهٔ ۱۶ نوامبر ۱۹۷۴) بازیکن فوتبال اهل ایتالیا است.
از باشگاه‌هایی که در آن بازی کرده‌است می‌توان به باشگاه فوتبال پروجا، باشگاه فوتبال فیورنتینا، باشگاه فوتبال آسکولی، باشگاه فوتبال لچه، باشگاه فوتبال آنکونا، باشگاه فوتبال کرمونزه، باشگاه فوتبال ونتزیا، باشگاه فوتبال مونتسا، باشگاه فوتبال چزنا، باشگاه فوتبال آتالانتا، و باشگاه فوتبال پالرمو اشاره کرد.